# Битва за Бенгази (2014)
Битва за Бенгази была одним из первых сражений второй гражданской войны в Ливии, проходившее в мае — июле 2014 года между Ливийской национальной армией и Советом Шуры Бенгази при поддержке последнего группировкой «Щит Ливии» и некоторыми другими бригадами. Совет Шуры Бенгази был признан террористической организацией Организацией Объединённых Наций, Турцией, ОАЭ, Великобританией и США.

## Битва
Боевые действия вспыхнули рано утром 16 мая, когда силы генерала Хафтара атаковали базы некоторых исламистских группировок в Бенгази. В штурме приняли участие сухопутные войска и ВВС, убив по меньшей мере 70 человек и ранив 250. Хафтар пообещал не останавливаться до тех пор, пока экстремистские группировки не будут уничтожены. Операция под кодовым названием «Достоинство» Хафтара началась, когда силы, лояльные генералу, атаковали подразделения Бригады мучеников 17 февраля, Бригады Щит Ливии No 1 (также известной как Бригада No 1 Дераа) и Ансар аш-Шариа. Боевые действия в основном ограничивались юго-западных районах Бенгази Хавари и Сиди-Фередж. В частности, боевые действия были сосредоточены в районе между контрольно-пропускным пунктом юго-западных ворот и цементным заводом. Сообщалось также о боевых действиях в районе порта между морскими пехотинцами и бригадой «Щит Ливии» No 1 (Дераа No 1).

## Результат
29 июля Совет Шуры Бенгази захватил военную базу в Бенгази, которая служила штаб-квартирой бригады спецназа "Сайга", подразделение поддерживающее генерала Халифу Хафтара. Битва за базу включала использование ракет и боевых самолетов и привела к гибели по меньшей мере 30 человек. Во время боевых действий МиГ ВВС Ливии врезался в пустошь в Кувайфии, пилот выжил, вовремя катапультировавшись. Пресс-секретарь операции «Достоинство» Мохамед Хиджази заявил, что самолет пострадал от технической неисправности, и настаивал на том, что он не был сбит. Боевые действия, сопровождавшиеся обстрелами и бомбардировками в преимущественно жилом районе Буатни и вокруг него, также привели к гибели десятков гражданских лиц в результате перекрестного огня. В итоге войскам Хафтара не удалось установить контроль над городом, и после 29 июля в наступление пошли уже исламисты, навязав армии бои за аэропорт Бенина.